# Langliliya
Langliliya (sànscrit Langala; telugu Nagula, "instrument per llaurar") és un riu de l'Índia, format per la unió de tres rierols que neixen a les muntanyes de Gondwana prop de Kalahandi a Chhattisgarh i corre en direcció sud-est pel territori de Jeypore cap a les planes d'Andhra Pradesh. Forma el límit entre el districte de Srikakulam i el districte de Visakhapatnam i desaigua a la badia de Bengala prop de Srikakulam (antiga Chicacole). El curs del riu és de 225 km i les poblacions principals a la seva riba són Singapur, Birada, Rayagadda, Parvatipur, Palkonda, i Srikakulam o Chicacole. Els afluents principals són el Salur i el Makkuva.